# Martin Zeil

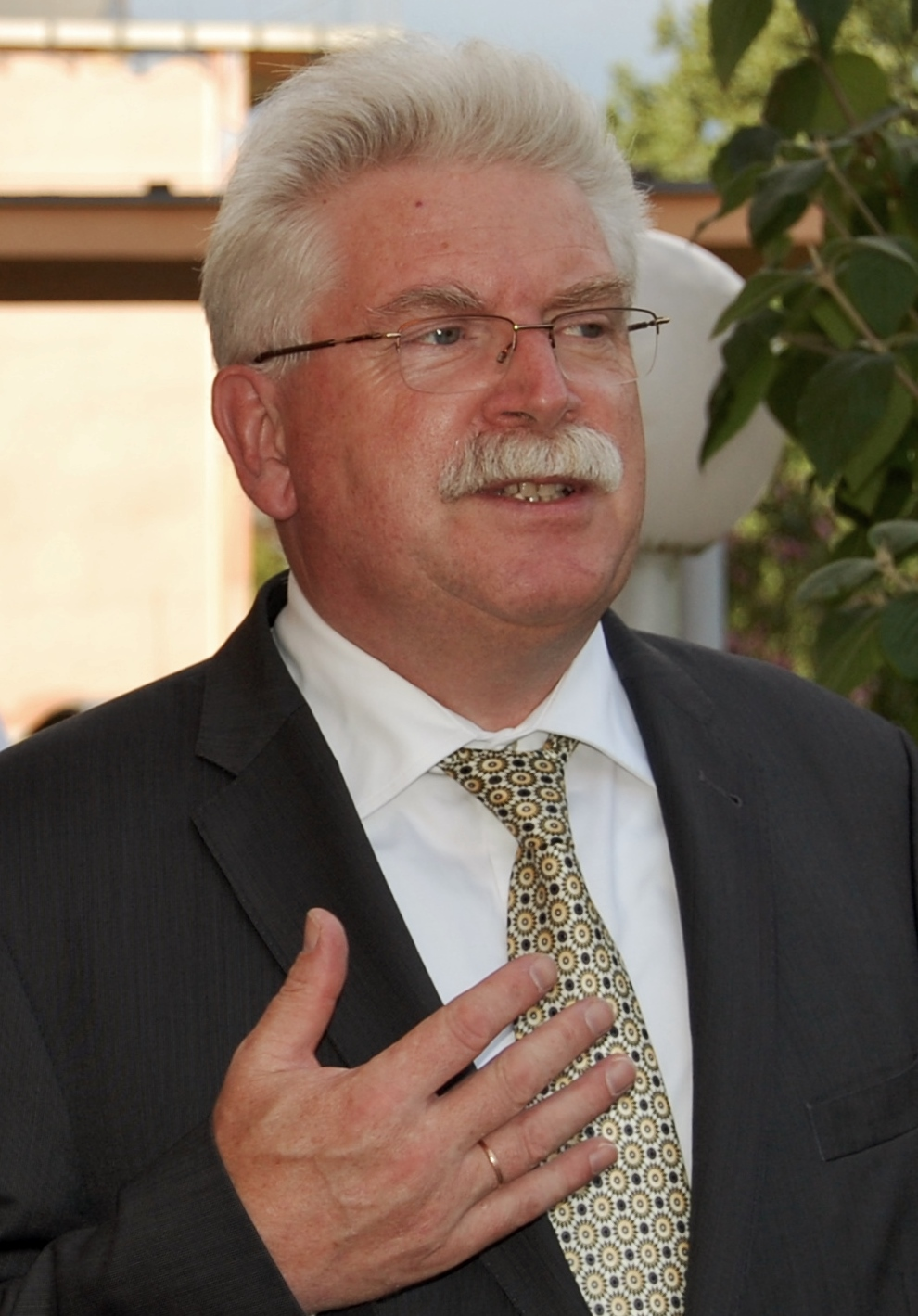
Martin Zeil (2013)

Martin Zeil (* 28. April 1956 in München) ist ein deutscher Politiker der FDP. Er war von 2008 bis 2013 Mitglied des Bayerischen Landtages und im Kabinett Seehofer I Bayerischer Staatsminister für Wirtschaft, Infrastruktur, Verkehr und Technologie sowie stellvertretender Ministerpräsident.

## Leben
Zeil wurde 1956 als eines von drei Kindern von Ursula Zeil, geborene Rathgeber, und des Geologen Werner Zeil in München geboren und wuchs in der oberbayerischen Gemeinde Gauting auf. Er besuchte das Gymnasium Starnberg und die Whittier High School in Los Angeles, Kalifornien. Nach dem Abitur 1974 in Starnberg studierte er Rechtswissenschaften an der Ludwig-Maximilians-Universität München, dort machte er 1981 das erste und 1984 das zweite juristische Staatsexamen. Sein Referendariat absolvierte er u. a. im Landratsamt Starnberg und in einer Anwaltskanzlei in London.
1984 trat er in die Rechtsabteilung des Bankhauses H.Aufhäuser (jetzt Hauck & Aufhäuser) in München ein, 1985 wurde er zum Rechtsanwalt zugelassen, und seit 1998 war er Leiter der Rechtsabteilung von Hauck & Aufhäuser Privatbankiers, München und Frankfurt/Main. Während dieser Zeit war Zeil, wie das Polit-Magazin Kontrovers im Jahr 2017 aufdeckte, in Vorgänge im Zusammenhang mit der isländischen Bankenaffäre involviert, und geriet daher in Kritik. Mit der Übernahme des Ministeramtes im Oktober 2008 schied Zeil aus den Diensten der Bank aus.

## Partei

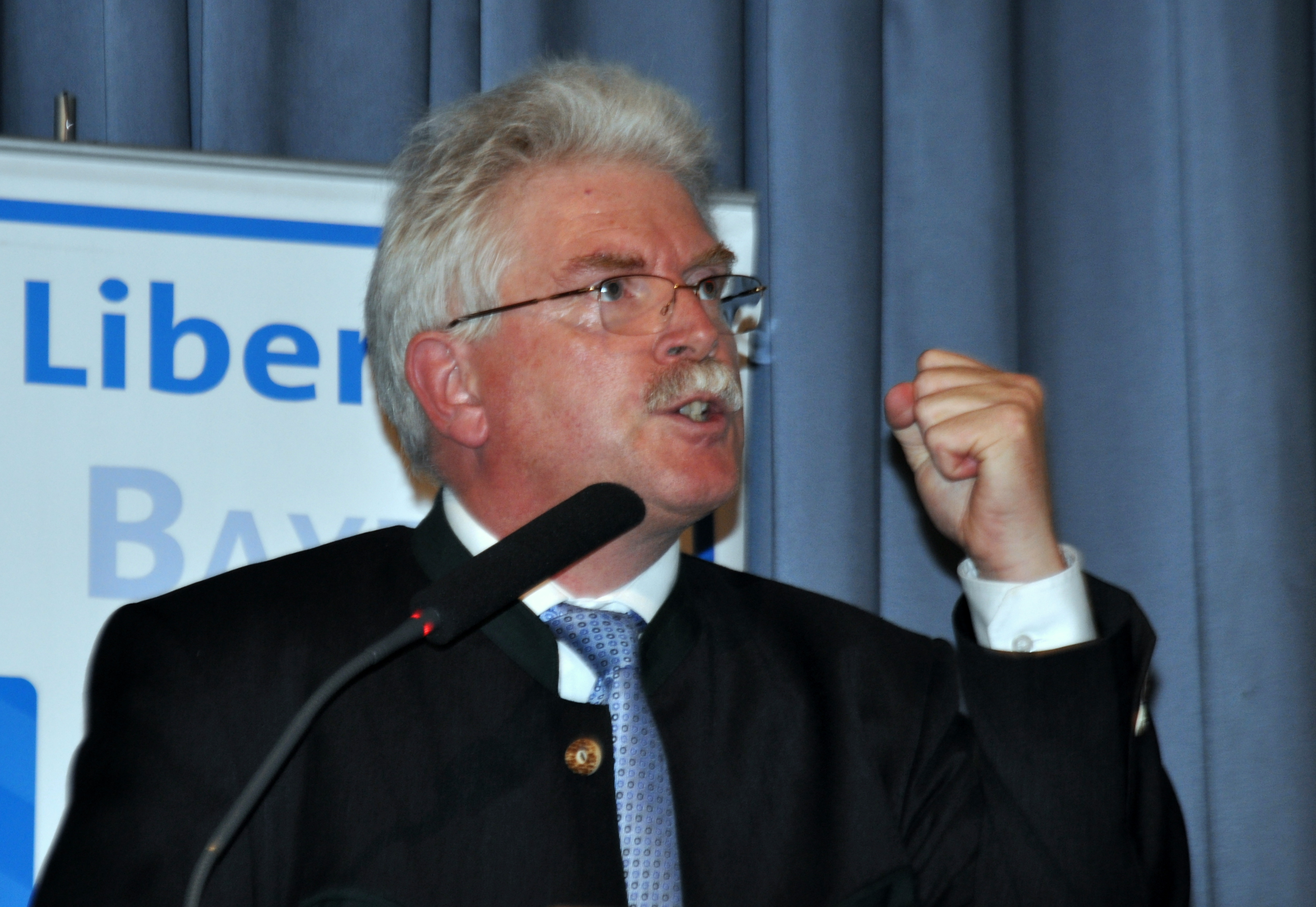
Martin Zeil (auf dem 71. Landeskongress der Jungen Liberalen Bayern, Juni 2009)

Martin Zeil trat 1974 der FDP bei. Er ist Mitbegründer der Jungen Liberalen auf Bundesebene und der Jungen Liberalen Bayern. 1981 bis 1983 war er deren Landesvorsitzender.
In seinem Heimatort Gauting war er von 1986 bis 2001 Ortsvorsitzender. Zudem gehörte er 1987 bis 1999 dem Vorstand der FDP im Bezirk Oberbayern an und war von 1995 bis 1999 Bezirksvorsitzender.
Von 1995 bis 1998 war er Mitglied des Landesvorstands sowie von 1997 bis 1999 des Präsidiums; 1997 bis 1998 als stellvertretender Landesvorsitzender der FDP Bayern. Seit 2000 erneut Mitglied im Landesvorstand, wurde er im September 2006 vom Landesvorstand zum Generalsekretär vorgeschlagen. In dieses Amt wurde er auf dem Landesparteitag in Memmingen im Februar 2007 gewählt. Zeil kandidierte 2009 wegen seines Amtes als Wirtschaftsminister nicht wieder als Generalsekretär, sondern wurde erneut zum stellvertretenden Landesvorsitzenden gewählt. Dieses Amt endete mit der vorgezogenen Neuwahl des Landesvorstandes im November 2013. Seine Nachfolgerin im Amt des Generalsekretärs wurde 2009 Miriam Gruß. Von Mai 2007 bis Dezember 2013 war Zeil Mitglied im Bundesvorstand der FDP.

## Abgeordneter und Regierungsmitglied

### Kommunalpolitik
Martin Zeil war von 1990 bis 2005 Mitglied des Gemeinderats. Dort war er von 1990 bis 2002 Fraktionsvorsitzender und von 2002 bis 2005 Zweiter Bürgermeister in Gauting. Ferner gehörte er von 1990 bis 2008 dem Kreistag des Landkreises Starnberg an, von 1996 bis 2005 als Fraktionsvorsitzender, und war von 1996 bis 2002 auch stellvertretender Landrat.

### Bundespolitik
Bei der Bundestagswahl 2005 wurde Zeil in den Bundestag gewählt und ordentliches Mitglied im Bundestagsausschuss für Wirtschaft und Technologie, stellvertretendes Mitglied im Finanzausschuss sowie Sprecher seiner Fraktion für Wettbewerbsrecht und Bürokratieabbau. In seinem Wahlkreis München-Land erzielte er 2005 mit 14,6 % das beste Zweitstimmenergebnis für die FDP in Bayern. Am 1. November 2008 verzichtete er auf sein Bundestagsmandat, um sich von da an ausschließlich der bayerischen Politik zu widmen.
Martin Zeil war Mitglied der 13. (2009), 14. (2010) und 15. (2012) Bundesversammlung.

### Landespolitik

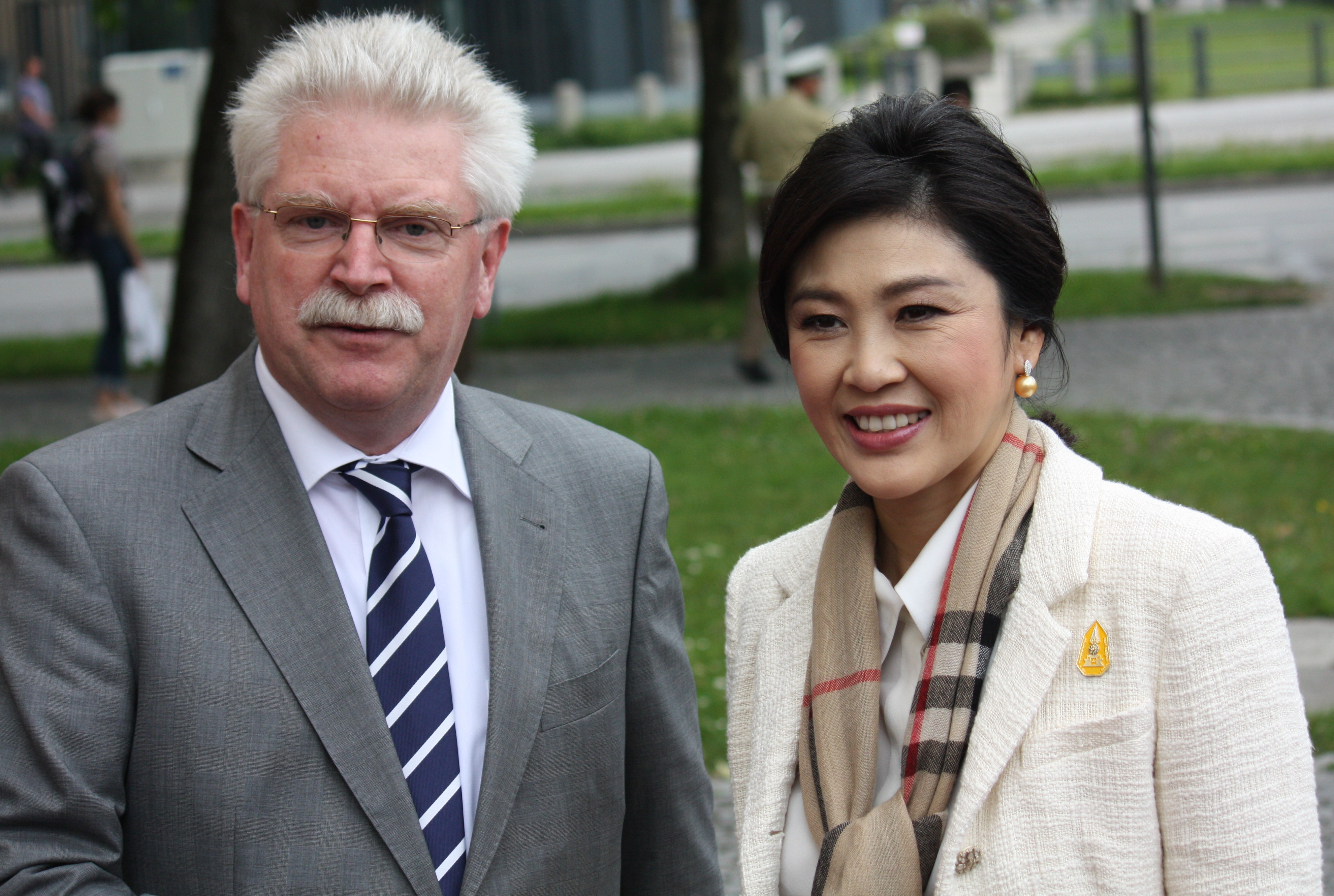
Martin Zeil und die thailändische Premierministerin Yingluck Shinawatra

Martin Zeil führte als Spitzenkandidat die Liste der oberbayerischen FDP bei der Landtagswahl 2008 an. Dabei zog die FDP zum ersten Mal seit 14 Jahren wieder in den Bayerischen Landtag ein. Am 19. Oktober 2008 wurde er zum Vorsitzenden seiner Fraktion gewählt. Dieses Amt gab er jedoch bereits am 31. Oktober 2008 wieder auf, da er zum Staatsminister für Wirtschaft, Infrastruktur, Verkehr und Technologie ernannt wurde. Sein Nachfolger als Fraktionsvorsitzender wurde Thomas Hacker.
Nach dem Erfolg der FDP bei den bayerischen Landtagswahlen 2008 wurde er bayerischer Wirtschaftsminister und stellvertretender Ministerpräsident in der CSU-/FDP-Koalitionsregierung. In dieser Funktion war Zeil u. a. Vorsitzender des Verwaltungsrats der LfA-Förderbank, des Verwaltungsrats der BayernTourismus-Marketing GmbH sowie der Bayerischen Eisenbahngesellschaft (BEG) sowie Mitglied im Verwaltungsrat der Bayerischen Landesbank. Zeil war von 2008 bis 2013 ferner Vertreter Bayerns im ZDF-Fernsehrat.
Am 12. Januar 2013 wählten die Delegierten Zeil auf der Wahlkreisversammlung mit mehr als 92 Prozent der Stimmen erneut auf den ersten Platz der Oberbayern-Liste für die Landtagswahl am 15. September 2013. Zwei Wochen später folgte die Nominierung als Spitzenkandidat der FDP Bayern auf dem Landesparteitag in Fürth. Infolge der Niederlage der FDP bei der Landtagswahl im September 2013 schied Zeil aus dem Bayerischen Landtag und aus der Bayerischen Staatsregierung aus.
Bei der Landtagswahl im Oktober 2018 trat Zeil erfolglos erneut an, diesmal auf Platz 12 der oberbayerischen FDP-Liste und als Direktkandidat im Stimmkreis 131 Weilheim-Schongau.

## Auszeichnungen
Zeil ist Träger des Bayerischen Verdienstordens und des Ordens des Sterns von Italien der Italienischen Republik.
2012 erhielt Zeil den Bayerischen Bierorden, im November 2013 die Goldene Ehrenmedaille der Handwerkskammer für München und Oberbayern.
Für seine herausragenden politischen Leistungen um den Bahnverkehr, insbesondere für seine Konzeption zur Prüfung der Reaktivierung von stillgelegten Eisenbahnstrecken durch Probebetriebe, erhielt er am 30. August 2013 den Deutschen Schienenverkehrs-Preis in der Kategorie Politik, der vom Deutschen Bahnkunden-Verband vergeben wird.

## Privates
Martin Zeil ist evangelisch, verheiratet mit Barbara Daumiller-Zeil und hat eine Tochter und zwei Söhne.